# Aechmea joannis
Pour les articles homonymes, voir Aechmea et Joannis.
Espèce
Classification phylogénétique
Aechmea joannis est une espèce de plantes de la famille des Bromeliaceae, endémique du Brésil.

## Distribution
L'espèce est endémique de l'État de Rio Grande do Sul, à l'extrême sud du Brésil.

## Description
L'espèce est épiphyte.